# فرودگاه ایشاشا
فرودگاه ایشاشا (به انگلیسی: Ishasha Airport) یک فرودگاه غیرنظامی است که یک باند فرود سنگفرش دارد. این فرودگاه در شهر ایشاشا، اوگاندا کشور اوگاندا قرار دارد و در ارتفاع ۹۹۰ متری از سطح دریا واقع شده‌است.